# Saint-Julien-des-Chazes

Saint-Julien-des-Chazes este o comună în departamentul Haute-Loire, Franța. În 2009 avea o populație de 78 de locuitori.